# Marcel Nadjari
Pour les articles homonymes, voir Nadjari.
Marcel Nadjari (ou Nadjary, Nadjar, Nadzari, grec moderne : Εμμανουήλ Μαρσέλ Νατζαρή Νατζαρής, « Nazaréen »), né le 1er janvier 1917 à Thessalonique, Grèce et mort le 31 juillet 1971 à New York, États-Unis, est un juif grec déporté à Auschwitz. Il a été membre des Sonderkommandos à Birkenau de mai 1944 à novembre 1945. Il est l'un des trois seuls membres du Sonderkommando à avoir écrit ses mémoires après la guerre, aux côtés de Filip Mülleret de Léon Cohen.
En novembre 1944, deux mois avant la libération du camp, il enterre un manuscrit de treize pages dans une bouteille Thermos près du Crematorium III, document rédigé en grec dans lequel il décrit ses observations. Le récipient et son contenu seront découverts par hasard en 1980 à environ 40 cm de profondeur par un étudiant polonais, sa découverte ne sera révélée qu'en octobre 2017 après qu'un traitement spectral réalisé en 2013 ait rendu lisible 85 à 90 % du manuscrit qui était très détérioré.

## Biographie

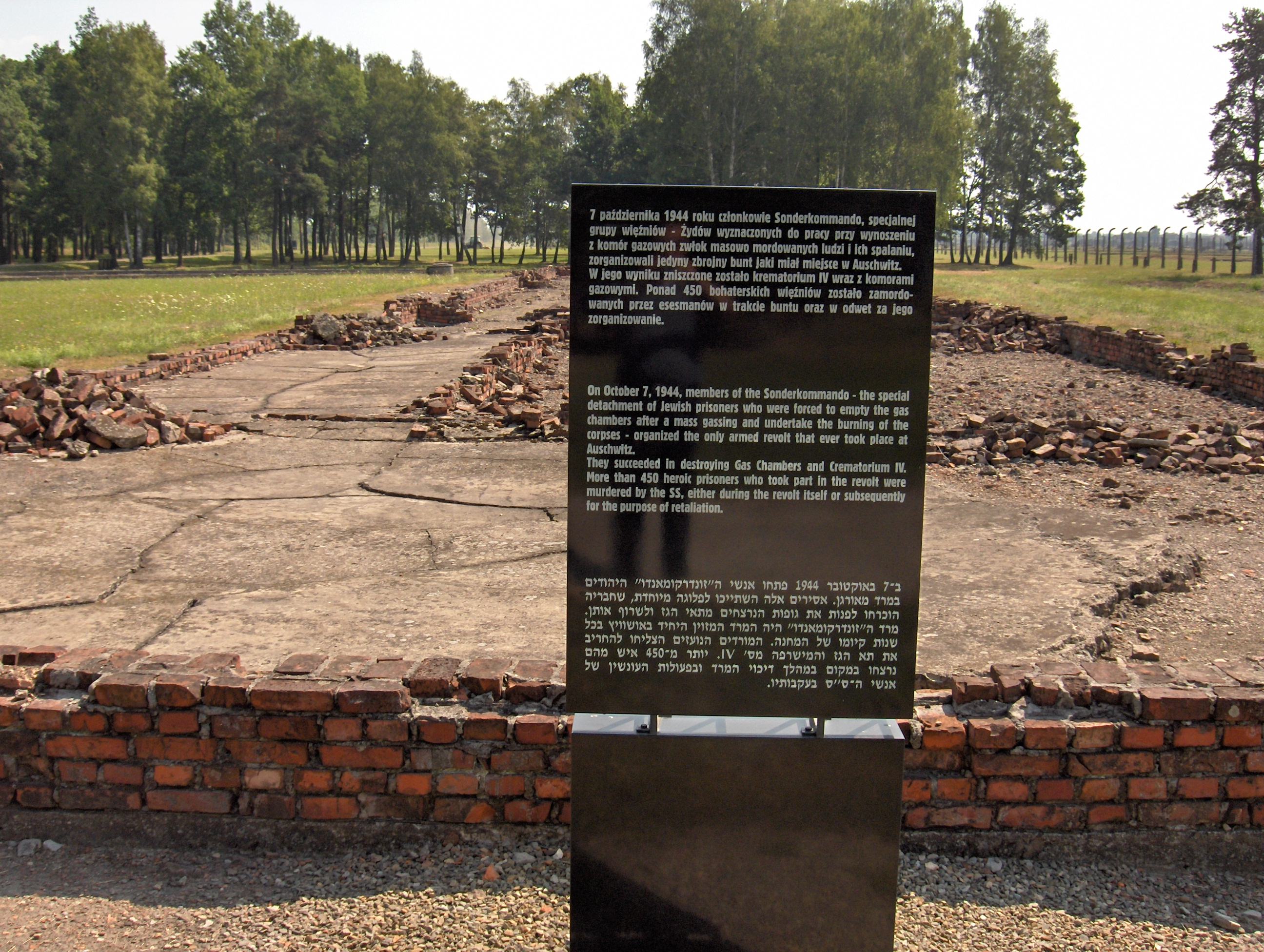
Ruine du four crématoire no 4 d'Auschwitz.

Marcel Nadjari est né le 1er janvier 1917, à Thessalonique, en Grèce,,,. Il fréquente le lycée français Alsheikh. Il s'intéresse au dessin et à la peinture et apprend à naviguer. Il travaille ensuite dans la boutique de son père, qui vend de la nourriture pour animaux. Il fait son service militaire en 1937, fait la guerre en 1940 contre les Italiens sur le front albanais et est démobilisé. En 1942, il est contraint par les Allemands aux travaux forcés avec 1 500 autres juifs. Au printemps de 1943, ses parents et sa sœur, Nelly, sont déportés de Thessalonique (ils sont morts à Auschwitz). Il s'échappe, rejoint Athènes et travaille pour un fabricant de savon. En octobre 1943, il quitte Athènes et se bat pour la résistance communiste. Il est blessé. Il est dénoncé par une française en tant que « sioniste et passeur en Palestine ». Le 30 décembre 1943, il est arrêté et emmené aux prisons d'Avérof, où il passe le mois suivant. Il est torturé par les Allemands et avoue son identité juive. Il est finalement envoyé au camp de concentration de Haidari où il passe les deux mois suivants.

### À Auschwitz
Déporté d'Athènes, le 2 avril 1944, parmi 2 500 juifs, il arrive à Auschwitz le 11 avril. 1 872 personnes déportées sont immédiatement tuées dans la chambre à gaz. Il fait partie des 320 hommes grecs sélectionnés pour le travail (numéros de 182 440 à 182 759). Son numéro est le 182 669. Après deux jours passés au Zentral Sauna de Birkenau, ses camarades grecs et lui séjournent, du 13 avril au 11 mai, dans le Block 12 du Männerquarantäne Lager (camp de quarantaine) à Birkenau. Il est ensuite sélectionné dans un groupe de 100 Grecs pour faire partie du Sonderkommando,. Il est affecté au Krematorium III. Il participe à la préparation du soulèvement du Sonderkommando aux côtés de Yaacov Kaminski, Lemke Chaïm Pliszko, Dawid Kotchak, Giuseppe Baruch, Leibl Paul Katz, Léon Cohen et Alberto Errera. Mais lorsque cela se produit le 7 octobre 1944, les prisonniers du Krematorium III ne peuvent prendre part à la rébellion et sont rapidement encerclés par les Allemands.
En novembre 1944, deux mois avant la libération du camp, il enterre un manuscrit de douze pages, rédigé le 3 novembre sur des pages arrachées à un carnet, et le cache dans une bouteille thermos et un porte-documents près du Krematorium III, écrit en grec (avec une introduction en grec, polonais et français) dans lequel il décrit ses observations,.
Après la fin de l'extermination par le gaz à la mi-novembre, Nadjari et ses camarades sont enrôlés dans l'Abbruchkommando, l'unité chargée de la démolition des Krematoriums. Le 18 janvier 1945, les SS évacuent Auschwitz et les quelques milliers de détenus qui peuvent marcher sont évacués du camp lors de la marche de la mort. Bien que les membres du Sonderkommando ne soient pas autorisés à quitter le camp, Nadjari et certains de ses camarades se mêlent à la foule de prisonniers. Il survit à la marche de la mort et arrive dans le camp de concentration de Mauthausen le 25 janvier. Il est transféré à Melk et, le 16 février 1945, à Gusen, d'où il est libéré, le 5 mai 1945, par la 11e division armée (États-Unis) du 3e US.

### Après Auschwitz
Il retourne en Grèce. Travaillant en 1947 à l'hôpital d'Athènes, il écrit de mémoire son expérience à Auschwitz, pour lui, pour ses camarades morts, sans intention précise de publication. Il épouse Roza Saltiel en 1947. Ensemble, ils ont un fils, Alberto, né en 1950. En 1951, ils s'installent aux États-Unis où il exerce le métier de tailleur et où, leur fille, Nelly, naît à New York en 1957. Nadjari décède d'une crise cardiaque le 31 juillet 1971 à l'âge de 54 ans à New York.
Le 24 octobre 1980, alors qu’il nettoyait les environs du Krematorium III de Birkenau, Lesław Dyrcz, élève de l’école de formation professionnelle en foresterie de Brynek, découvre un porte-documents en cuir enfoui à environ 40 cm de profondeur dans le sol. À l'intérieur se trouve le thermos de Marcel Nadjari,. Dans son manuscrit, Nadjari écrit: : « Je veux vivre pour venger la mort de papa et maman et celle de ma chère petite sœur Nelly ». Son rapport de 1947 est publié en 1991 en grec sous le titre Χρονικό 1941–1945 [Chronique]
En octobre 2017, le texte découvert en 1980 dans le sol de Birkenau est révélé au public après un traitement numérique réalisé en 2013 par Pavel Polian et Aleksandr Nikitjaev, qui a rendu 85 à 90 % du manuscrit lisible.
Marcel Nadjari est mentionné par de nombreux survivants : Léon Cohen, Ya’akov Gabbai, Shaul Chazan et Daniel Bennhamias.